# Casa Xanadu

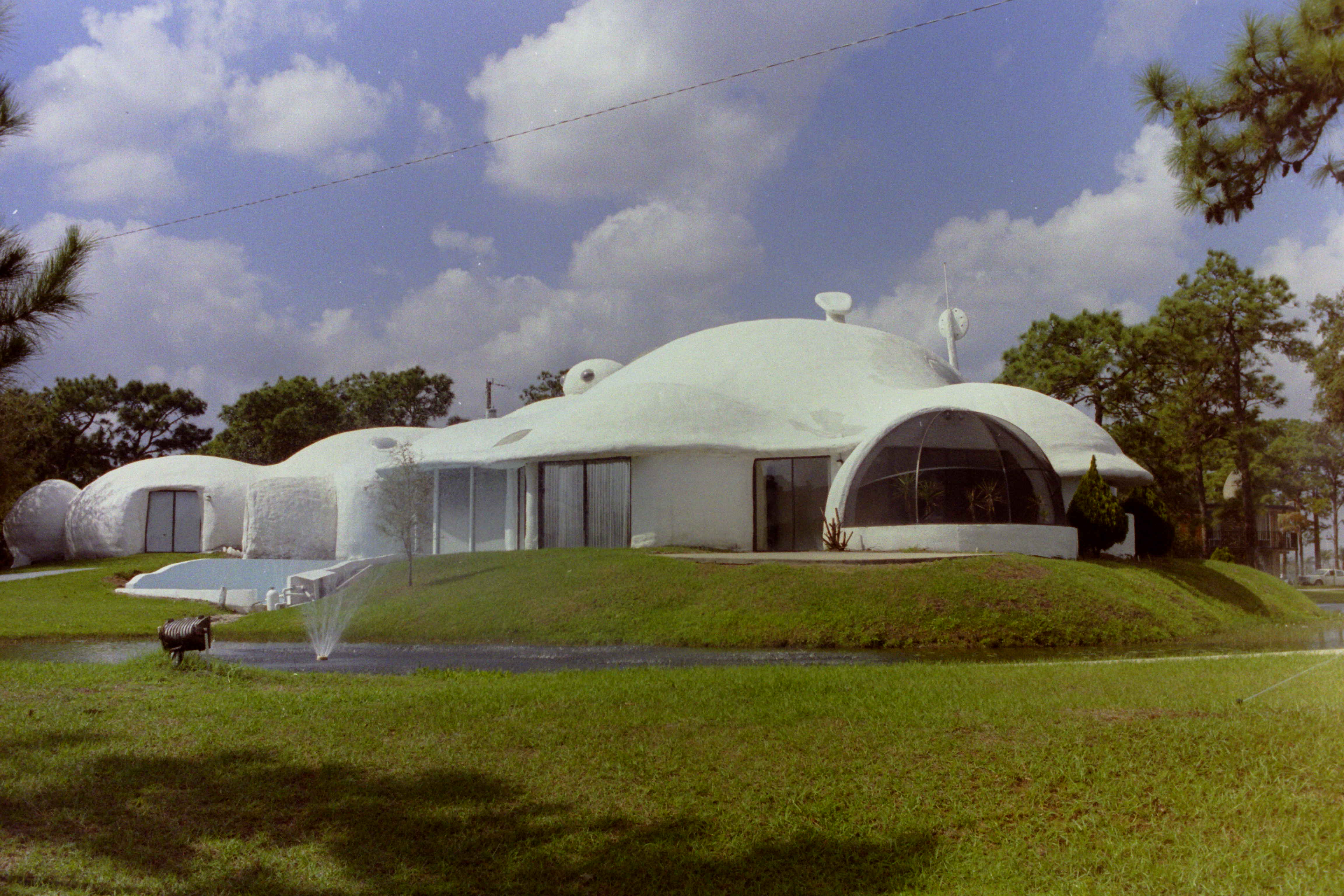
Exterior de la Casa Xanadu en Kissimmee, Florida, 1990.

Las casas Xanadu fueron una serie de casas experimentales que se construyeron como unidades de demostración del uso de computadoras y automatización en las casas en  Estados Unidos. El proyecto arquitectónico comenzó en 1979, y hacia comienzos de la década de 1980 se habían construido tres casas en distintas zonas de los Estados Unidos: una en  Kissimmee, Florida; otra en  Wisconsin Dells, Wisconsin; y  la tercera en Gatlinburg, Tennessee. En la construcción de las casas se utilizaron modernas técnicas constructivas y de diseño, durante la década de 1980 las casas se convirtieron en populares atracciones turísticas.
Las casas Xanadu se destacaron por estar construidas con espuma aislante de poliuretano en vez de con cemento, lo que resultaba en un método constructivo rápido, fácil, y económico. Su diseño prestaba especial atención a aspectos de ergonomía, e incluía algunos de los primeros sistemas de automatización de casas. La casa Kissimmee Xanadu, diseñada por Roy Mason, fue la más popular, y en su apogeo recibía unos 1000 visitantes por día. Las casas de Wisconsin Dells y Gatlinburg fueron cerradas y demolidas a comienzos de la década de 1990; la casa Kissimmee Xanadu fue cerrada en 1996 y demolida en octubre del 2005.